# A Bahama-szigetek a 2008. évi nyári olimpiai játékokon
A Bahama-szigetek a kínai Pekingben megrendezett 2008. évi nyári olimpiai játékok egyik részt vevő nemzete volt. Az országot az olimpián 4 sportágban 25 sportoló képviselte, akik összesen 2 érmet szereztek.

## Érmesek
| Érem  | Versenyző                                                                           | Sportág  | Versenyszám           |
| ----- | ----------------------------------------------------------------------------------- | -------- | --------------------- |
| Ezüst | Andretti Bain Michael Mathieu Andrae Williams Chris Brown Avard Moncur Ramon Miller | Atlétika | Férfi 4 × 400 m váltó |
| Bronz | Leevan Sands                                                                        | Atlétika | Férfi hármasugrás     |

## Atlétika
Férfi

| Versenyző                                                                           | Versenyszám     | Előfutam | Előfutam | Előfutam | Negyeddöntő | Negyeddöntő | Negyeddöntő | Elődöntő | Elődöntő | Elődöntő | Döntő   | Döntő    |
| Versenyző                                                                           | Versenyszám     | Idő      | Hely.    | Össz.    | Idő         | Hely.       | Össz.       | Idő      | Hely.    | Össz.    | Idő     | Helyezés |
| ----------------------------------------------------------------------------------- | --------------- | -------- | -------- | -------- | ----------- | ----------- | ----------- | -------- | -------- | -------- | ------- | -------- |
| Derrick Atkins                                                                      | 100 m           | 10,28    | 1.       | 18.*     | 10,14       | 3.          | 14.*        | 10,13    | 6.       | 12.      | kiesett | kiesett  |
| Jamial Rolle                                                                        | 200 m           | 20,93    | 5.       | 34.**    | kiesett     | kiesett     | kiesett     | kiesett  | kiesett  | kiesett  | kiesett | kiesett  |
| Andretti Bain                                                                       | 400 m           | 45,96    | 3.       | 31.      |             |             |             | 45,52    | 7.       | 19.      | kiesett | kiesett  |
| Chris Brown                                                                         | 400 m           | 44,79    | 1.       | 1.       |             |             |             | 44,59    | 2.       | 3.       | 44,84   | 4.       |
| Michael Mathieu                                                                     | 400 m           | 45,17    | 3.       | 10.*     |             |             |             | 45,56    | 6.       | 20.*     | kiesett | kiesett  |
| Shamar Sands                                                                        | 110 m gát       | 13,45    | 3.       | 8.       | 13,55       | 7.          | 18.*        | kiesett  | kiesett  | kiesett  | kiesett | kiesett  |
| Andretti Bain Michael Mathieu Andrae Williams Chris Brown Avard Moncur Ramon Miller | 4 × 400 m váltó | 2:59,88  | 2.       | 2.       |             |             |             |          |          |          | 2:58,03 |          |

| Versenyző     | Versenyszám | Selejtező | Selejtező | Döntő    | Döntő    |
| Versenyző     | Versenyszám | Eredmény  | Helyezés  | Eredmény | Helyezés |
| ------------- | ----------- | --------- | --------- | -------- | -------- |
| Donald Thomas | Magasugrás  | 220 cm    | 21.**     | kiesett  | kiesett  |
| Leevan Sands  | Hármasugrás | 17,25 m   | 5.        | 17,59 m  |          |

Női

| Versenyző         | Versenyszám | Előfutam | Előfutam | Előfutam | Negyeddöntő | Negyeddöntő | Negyeddöntő | Elődöntő | Elődöntő | Elődöntő | Döntő   | Döntő    |
| Versenyző         | Versenyszám | Idő      | Hely.    | Össz.    | Idő         | Hely.       | Össz.       | Idő      | Hely.    | Össz.    | Idő     | Helyezés |
| ----------------- | ----------- | -------- | -------- | -------- | ----------- | ----------- | ----------- | -------- | -------- | -------- | ------- | -------- |
| Christine Amertil | 400 m       | 51,25    | 2.       | 10.      |             |             |             | 51,51    | 4.       | 15.      | kiesett | kiesett  |
| Timicka Clarke    | 100 m       | 12,16    | 6.       | 56.      | kiesett     | kiesett     | kiesett     | kiesett  | kiesett  | kiesett  | kiesett | kiesett  |
| Sheniqua Ferguson | 200 m       | 23,33    | 4.       | 24.*     | 23,61       | 8.          | 29.         | kiesett  | kiesett  | kiesett  | kiesett | kiesett  |
| Debbie Ferguson   | 100 m       | 11,17    | 2.       | 2.       | 11,21       | 1.          | 11.         | 11,22    | 4.       | 8.*      | 11,19   | 7.       |
| Debbie Ferguson   | 200 m       | 23,22    | 2.       | 20.      | 22,77       | 3.          | 8.          | 22,51    | 4.       | 7.       | 22,61   | 7.       |
| Chandra Sturrup   | 100 m       | 11,30    | 1.       | 7.*      | 11,16       | 3.          | 9.          | 11,22    | 5.       | 8.*      | kiesett | kiesett  |

| Versenyző      | Versenyszám   | Selejtező             | Selejtező             | Döntő    | Döntő    |
| Versenyző      | Versenyszám   | Eredmény              | Helyezés              | Eredmény | Helyezés |
| -------------- | ------------- | --------------------- | --------------------- | -------- | -------- |
| Jackie Edwards | Távolugrás    | érvényes ugrás nélkül | érvényes ugrás nélkül | kiesett  | kiesett  |
| Laverne Eve    | Gerelyhajítás | 57,36 m               | 20.                   | kiesett  | kiesett  |

* - egy másik versenyzővel azonos időt ért el

** - két másik versenyzővel azonos eredményt ért el

## Ökölvívás
| Versenyző        | Versenyszám | Selejtező                  | Nyolcaddöntő                     | Negyeddöntő                 | Elődöntő          | Döntő             | Helyezés |
| Versenyző        | Versenyszám | Ellenfél Eredmény          | Ellenfél Eredmény                | Ellenfél Eredmény           | Ellenfél Eredmény | Ellenfél Eredmény | Helyezés |
| ---------------- | ----------- | -------------------------- | -------------------------------- | --------------------------- | ----------------- | ----------------- | -------- |
| Toureano Johnson | Váltósúly   | Rolande Moses (GRN) · 18-3 | Olekszandr Sztreckij (UKR) · 9-4 | Hanati Szelamu (CHN) · 4-14 | kiesett           | kiesett           | 5.       |

## Tenisz
Férfi

| Versenyző                   | Versenyszám | 64-es főtábla                    | 32-es főtábla     | Nyolcaddöntő                                               | Negyeddöntő       | Elődöntő          | Bronz- mérkőzés   | Döntő             | Helyezés |
| Versenyző                   | Versenyszám | Ellenfél Eredmény                | Ellenfél Eredmény | Ellenfél Eredmény                                          | Ellenfél Eredmény | Ellenfél Eredmény | Ellenfél Eredmény | Ellenfél Eredmény | Helyezés |
| --------------------------- | ----------- | -------------------------------- | ----------------- | ---------------------------------------------------------- | ----------------- | ----------------- | ----------------- | ----------------- | -------- |
| Devin Mullings              | Egyes       | Agustín Calleri (ARG) · 1-6, 1-6 | kiesett           | kiesett                                                    | kiesett           | kiesett           | kiesett           | kiesett           | 33.      |
| Mark Knowles Devin Mullings | Páros       |                                  |                   | Egyesült Államok (USA) · Bob Bryan · Mike Bryan · 1-6, 2-6 | kiesett           | kiesett           | kiesett           | kiesett           | 17.      |

## Úszás
Férfi

| Versenyző      | Versenyszám    | Előfutam | Előfutam | Előfutam | Elődöntő | Elődöntő | Elődöntő | Döntő   | Döntő    |
| Versenyző      | Versenyszám    | Idő      | Hely.    | Össz.    | Idő      | Hely.    | Össz.    | Idő     | Helyezés |
| -------------- | -------------- | -------- | -------- | -------- | -------- | -------- | -------- | ------- | -------- |
| Elvis Burrows  | 50 m gyors     | 23,19    | 7.       | 52.      | kiesett  | kiesett  | kiesett  | kiesett | kiesett  |
| Jeremy Knowles | 100 m pillangó | 53,72    | 3.       | 49.      | kiesett  | kiesett  | kiesett  | kiesett | kiesett  |
| Jeremy Knowles | 200 m pillangó | 2:01,08  | 6.       | 35.      | kiesett  | kiesett  | kiesett  | kiesett | kiesett  |
| Jeremy Knowles | 200 m vegyes   | 2:01,35  | 4.       | 24.      | kiesett  | kiesett  | kiesett  | kiesett | kiesett  |

Női

| Versenyző                  | Versenyszám | Előfutam | Előfutam | Előfutam | Elődöntő | Elődöntő | Elődöntő | Döntő   | Döntő    |
| Versenyző                  | Versenyszám | Idő      | Hely.    | Össz.    | Idő      | Hely.    | Össz.    | Idő     | Helyezés |
| -------------------------- | ----------- | -------- | -------- | -------- | -------- | -------- | -------- | ------- | -------- |
| Alana Dillette             | 100 m hát   | 1:02,56  | 4.       | 32.      | kiesett  | kiesett  | kiesett  | kiesett | kiesett  |
| Arianna Vanderpool-Wallace | 50 m gyors  | 25,40    | 2.       | 24.      | kiesett  | kiesett  | kiesett  | kiesett | kiesett  |
| Arianna Vanderpool-Wallace | 100 m gyors | 55,61    | 2.       | 28.      | kiesett  | kiesett  | kiesett  | kiesett | kiesett  |